# Les Moutiers-en-Retz
Les Moutiers-en-Retz è un comune francese di 1 323 abitanti situato nel dipartimento della Loira Atlantica nella regione dei Paesi della Loira.

## Società

### Evoluzione demografica
Abitanti censiti